# ロスチャイルドトリバネアゲハ
ロスチャイルドトリバネアゲハ（Ornithoptera rothschildi）はアゲハチョウ科に属する大型のチョウである。ウォルター・ロスチャイルドの名から取られている。

## 分布
ニューギニア島のアルファク山の標高2000 m以上に生息する。限定された生息地のため、日本に初めて標本が来たときは70万もの値になったという。アルファク山では比較的見ることができるトリバネアゲハの一種だという。

## 特徴
前翅開長サイズは約11 cm。トリバネアゲハの中ではかなり小型である。小型といっても日本のアゲハチョウと比べたら、かなり大きいチョウである。世界最大のトリバネアゲハであるアレクサンドラトリバネアゲハと比較すると、赤ん坊のようにも見える。

### オス
上翅は黒と緑でなっており黒で縁取られ内側の緑にまだらに黒が混じっている。下翅は黒、緑、黄となっており緑色が多く、上翅よりも派手である。大抵の種が派手なトリバネアゲハ属の中では結構地味な種類である。（チョウの中では派手な方である）。

### メス
他のトリバネアゲハのメスと同様に地味な模様である。上翅は黒が全体を占め、所々に白の点模様がある。下翅は正反対に白色で構成されていて、黒の点模様が所々にある。全面的に白と黒で構成されていて、大きさはオスに勝る。